# Karl Mustjõgi
Karl Mustjõgi (* 4. Januar 1995) ist ein ehemaliger estnischer Nordischer Kombinierer.

## Werdegang
Karl Mustjõgi startete hauptsächlich an Wettbewerben der Nordischen Kombination und debütierte am 28. und 29. Januar 2012 in Klingenthal im Continental Cup, wo er zweimal den 63. und letzten Platz belegte. Seitdem folgten weitere Starts; eine Top-30-Platzierung konnte er jedoch bislang nicht erreichen (Stand März 2020).
Bei den Estnischen Meisterschaften im Skispringen 2012 in Otepää gewann Mustjõgi im Mannschaftswettbewerb zusammen mit Kristjan Ilves und Illimar Pärn die Goldmedaille.
Mustjõgi startete zudem beim Europäischen Olympischen Winter-Jugendfestival 2011 in Liberec, bei der Winter-Universiade 2013 in Trentino sowie den Nordischen Junioren-Skiweltmeisterschaften 2013 in Liberec und 2014 in Val di Fiemme, erreichte jedoch jeweils keine vorderen Platzierungen.